# Sojuz 13
Sojuz 13 byl v roce 1973 druhý testovací let přepracované sovětské lodi Sojuz, která poprvé letěla jako Sojuz 12. Sojuz 13 byl 48. pilotovanou kosmickou lodí Země.

## Posádka
- Pjotr Klimuk (1), velitel lodě
- Valentin Lebeděv (1), palubní inženýr

(v závorkách je uveden dosavadní počet letů do vesmíru včetně této mise)

### Záložní posádka
- Vladimir Kovaljonok
- Jurij Ponomarjov

## Start
Loď odstartovala pomocí stejnojmenné nosné rakety z kosmodromu Bajkonur 18. prosince 1973. Měla dvoučlennou posádku, kosmonauty Lebeděva a Klimuka.

## Průběh letu
Nejdříve byl prověřen orientační systém a uváděno přístrojové vybavení lodě do provozu. Pak následovalo svlečení skafandrů, korekce dráhy. Tato kosmická loď byla speciálně upravena tak, aby vynesla velký fotoaparát pro astrofyzikální pozorování. Použitím tohoto nástroje nazvaného Orion 2 oba kosmonauti vytvořili ultrafialové fotografie 3000 hvězd a spektroskopické fotografie Země. Přivezli celkem přes 10000 snímků. Dále byly prováděny biologické experimenty v laboratoři OAZIS 2 a kontrola zdravotního stavu. V době letu byla na oběžné dráze také posádka stanice Skylab 4.

## Přistání
Ke konci letu si oba kosmonauti navlékli skafandry a po kontrole řízení automaticky přistáli na padáku s vlastní kabinou. K přistání došlo po 188 hodinách letu, tj. po téměř osmi dnech dopoledne 26. prosince 1973 na území Kazachstánu zhruba 200 km jihozápadně od města Karagandy.